# Bronwen Knox
Bronwen Knox (Brisbane, 16 de abril de 1986) é uma jogadora de polo aquático australiana, medalhista olímpica.

## Carreira
Knox disputou três edições de Jogos Olímpicos pela Austrália: 2008, 2012 e 2016. Seu melhor resultado foi a conquista das medalhas de bronze nos Jogos de Pequim, em 2008, e Londres, em 2012.